# Cryptographis eburnealis
Cryptographis eburnealis là một loài bướm đêm trong họ Crambidae.